# 马龙·加内特
马龙·加内特（英語：Marlon Garnett，1975年7月3日—），美国前男子篮球运动员。